# 新丁粄
新丁粄（饒平腔台灣客拼：sinˇ denˇ banˋ）是客家人多元米食文化之一，在家中「添丁」時製作，用來跟祖先及上蒼報告並乞求小孩平安。

## 新丁粄的由來
早期台灣農業社會家中「添丁」是家族大事，要跟祖先及上蒼報告並乞求小孩平安，因此會在元宵節（農曆一月十五）或農曆十月中旬製作像紅龜粿的新丁粄一個個堆疊起來敬拜天地，感謝老天並乞求小孩能健康長大。
在塔頂的新丁粄染成紅色且不壓花紋，敬神後新丁粄會分送給親朋好友分享添丁的喜悅。
新丁粄和紅龜粿一樣，花紋是象徵長壽幸福的龜甲。

## 新丁粄的作法
1. 將糯米、蓬萊米磨成米漿，脫水七分乾，成米糰。
2. 水滾後，將生米糰撕成小塊，放入蒸籠，蒸約十五至二十分鐘煮熟。
3. 取一份約一斤二兩的熟米糰，抹上沙拉油，放入模型後，擦上食用大紅。
4. 食用時可將新丁粄切成長條狀，放入少許油煎成金黃色，灑上鹽水再煎乾即可食用。或是不加鹽水，在煎成金黃色後，沾蒜泥、辣椒、 醬油一起食用。

## 新丁粄賽

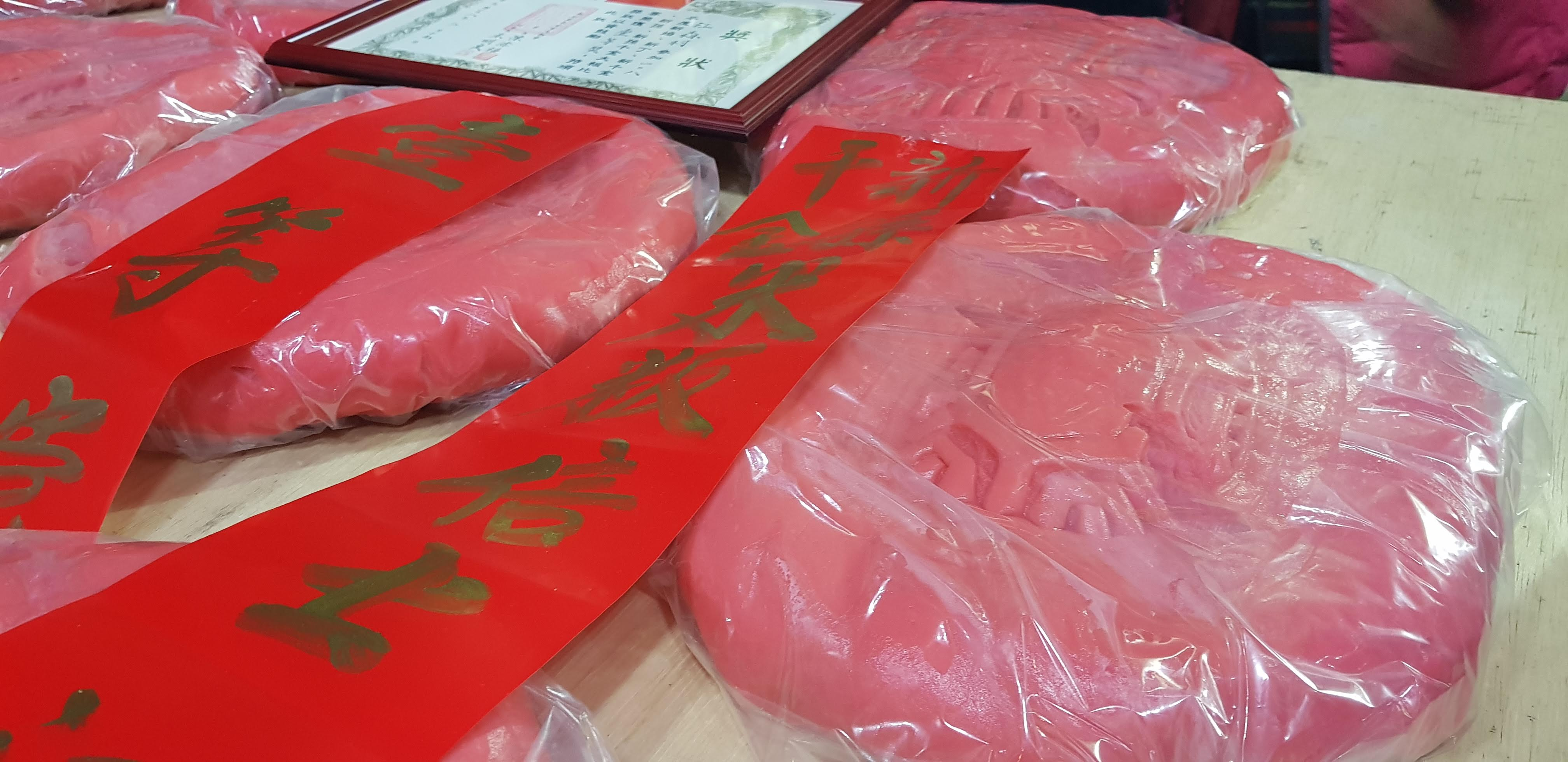

東勢客家新丁粄賽是全台罕見的元宵節民俗，固定於每年的元宵節夜晚時舉辦，而擠往鎮上各里看新丁粄者人山人海，比春節還要熱鬧。
粄為客家話，闽南話則稱為粿，東勢新丁粄起源於早期的農業社會，因重男輕女觀念濃厚，於是產生重視「出丁」風俗，此外主要是為叩謝伯公（土地公）添丁賜福因而得名。
每年元宵節時的夜晚，以各廟宇為中心成立新丁粄會，若是本年家中有添新丁、新孫、新曾孫或家有新婚等喜事者，必須於次年的元宵節製作紅龜粄到廟中祭祀神祇，會員人數有多少，紅龜粄就要作幾塊，並讓所有的會員分享，而在眾多的紅龜粄中需選一個做得最大最重者，由公會公開表揚並發給獎金，參加者為奪頭彩，自然越作越大，使得競爭十分激烈，往往一塊紅龜粄重二、三十斤，數十塊擺在一起，相當地壯觀，成為東勢地區客家人過元宵節的一大特色。

## 外部連結
- 苗栗縣客家美食文化
- 美濃原鄉緣紙傘文化村 （页面存档备份，存于）
- 苗栗特色文化展業
- 客家電視台[]